# Raugi
Raugi es una localidad situada en el municipio de Muhu, en el condado de Saare, Estonia. Según el censo de 2021, tiene una población de 11 habitantes.
Está ubicada entre la isla de Saaremaa, al oeste, y la Estonia continental, al este.